# Lamothe (Górna Loara)
Lamothe – miejscowość i gmina we Francji, w regionie Owernia-Rodan-Alpy, w departamencie Górna Loara.
Według danych na rok 1990 gminę zamieszkiwało 627 osób, a gęstość zaludnienia wynosiła 51 osób/km² (wśród 1310 gmin Owernii Lamothe plasuje się na 342. miejscu pod względem liczby ludności, natomiast pod względem powierzchni na miejscu 729.).